# Federico Emmanuel
Federico Emmanuel SDB (* 6. September 1872 in Gassino Torinese; † 2. Januar 1962) – auch Emanuel geschrieben – war ein italienischer Ordenspriester und römisch-katholischer Bischof in Italien.

## Leben
Emmanuel lernte noch persönlich Don Bosco kennen, trat schließlich der Ordensgemeinschaft der Salesianer Don Boscos bei und wurde nach seinen philosophisch-theologischen Studien am 8. Juni 1895 zum Priester geweiht. Von 1906 bis 1919 leitete er das Salesianerkolleg in Caserta. Am 18. April wurde er durch Papst Pius XI. zum Weihbischof in Sabina-Poggio Mirteto ernannt und erhielt als Titularbistum Philomelium. Er wurde am 10. Mai 1929 von Donato Raffaele Kardinal Sbarretti Tazza und den Mitkonsekratoren Giulio Kardinal Serafini und Luigi Maria Olivares SDB zum Bischof geweiht. Am 12. November 1936 schließlich ernannte ihn Papst Pius XI. zum Bischof von Castellammare di Stabia. Emmanuel setzte sich 1940 für den in Deutschland inhaftierten Militärkaplan Roberto Dehana ein. Am 16. April 1952 emeritierte er von dieser Diözese. Gleichzeitig wurde er zum Titularbischof von Aezani ernannt.